# Encyklopedia historii gospodarczej Polski do 1945 roku
Encyklopedia historii gospodarczej Polski do 1945 roku – dwutomowa, ilustrowana polska encyklopedia pod redakcją Antoniego Mączaka, dotycząca historii gospodarczej Polski .

## Historia
Publikacja została wydana w 1982 przez wydawnictwo Wiedza Powszechna. 1750 haseł zredagował zespół 120 autorów. Materiał pomieszczono w dwóch tomach: A-N (583 strony) i O-Ż (629 stron). Hasła (zarówno szczegółowe, jak i przeglądowe) dotyczyły historii gospodarczej Polski. Była to pierwsza w polskiej historiografii specjalistyczna encyklopedia dziejów gospodarczych kraju. Oprócz pojęć teoretycznych encyklopedia mieściła biogramy, opisy miejscowości i terytoriów, instytucji gospodarczych, administracyjnych, społecznych i politycznych, przedsiębiorstw, grup ludzkich (np. zawodowych), systemów metrologicznych, rodzajów pieniądza, narzędzi, surowców, produktów, aktów prawnych, prasy i źródeł wiedzy. Niektóre zagadnienia przedstawiono po raz pierwszy – dotyczyło to zwłaszcza najnowszych dziejów gospodarczych Polski. Wszystkie hasła były autoryzowane, a obszerniejsze zawierały też bibliografię.